# معبد الهه رحمت
معبد الهه رحمت (به انگلیسی: Goddess of Mercy Temple)(چینی: 觀音亭; پهوزی: Koan-im-têng) (همچنین به نام کوان ایم تنگ و کونگ هوک کئونگ معروف است) یک معبد چینی در شهر جرج تاون ایالت پنانگ، مالزی است. این معبد در گذرگاه پیت استریت واقع شده است. اولین معبدی بود که در پنانگ در سال ۱۷۲۸ ساخته شد و باعث شد تا عنوان قدیمی‌ترین معبد تائوئیسم در پنانگ را به خود اختصاص دهد.
هرچند این معبد برای نیایش خدای دریا، مازو، تأسیس شده بود، در عین حال به الهه رحمت بودایی، گوان یین، پیشکش شده است. بعد از تأسیس شهرک در سال ۱۷۸۶، چینی‌ها به جرج تاون سرازیر شدند، در سال ۱۸۰۰ معبد به گوان یین اختصاص یافت، از آن زمان، به عنوان یک میانجی بی‌طرف بین جوامع رقیب کانتونوس و هاکین شروع به فعالیت نمود.
از آنجایی که بیشتر فعالیت‌های غیر مذهبی معبد، به تاون هال چینی پنانگ منتقل شده بود، احترام مذهبی خود را حفظ نمود و محبوبت خود در میان پنانگی‌های چینی‌تبار را، باقی نگه داشت. معبد به کانون جشن‌های چینی، همانند برگزاری روزهای جشن و سرور برای زادروز گوان یین و امپراتور جید، با جذب فدائیان از سراسر جنوب شرقی آسیا، تبدیل گردید.